# Eberhard Sprink

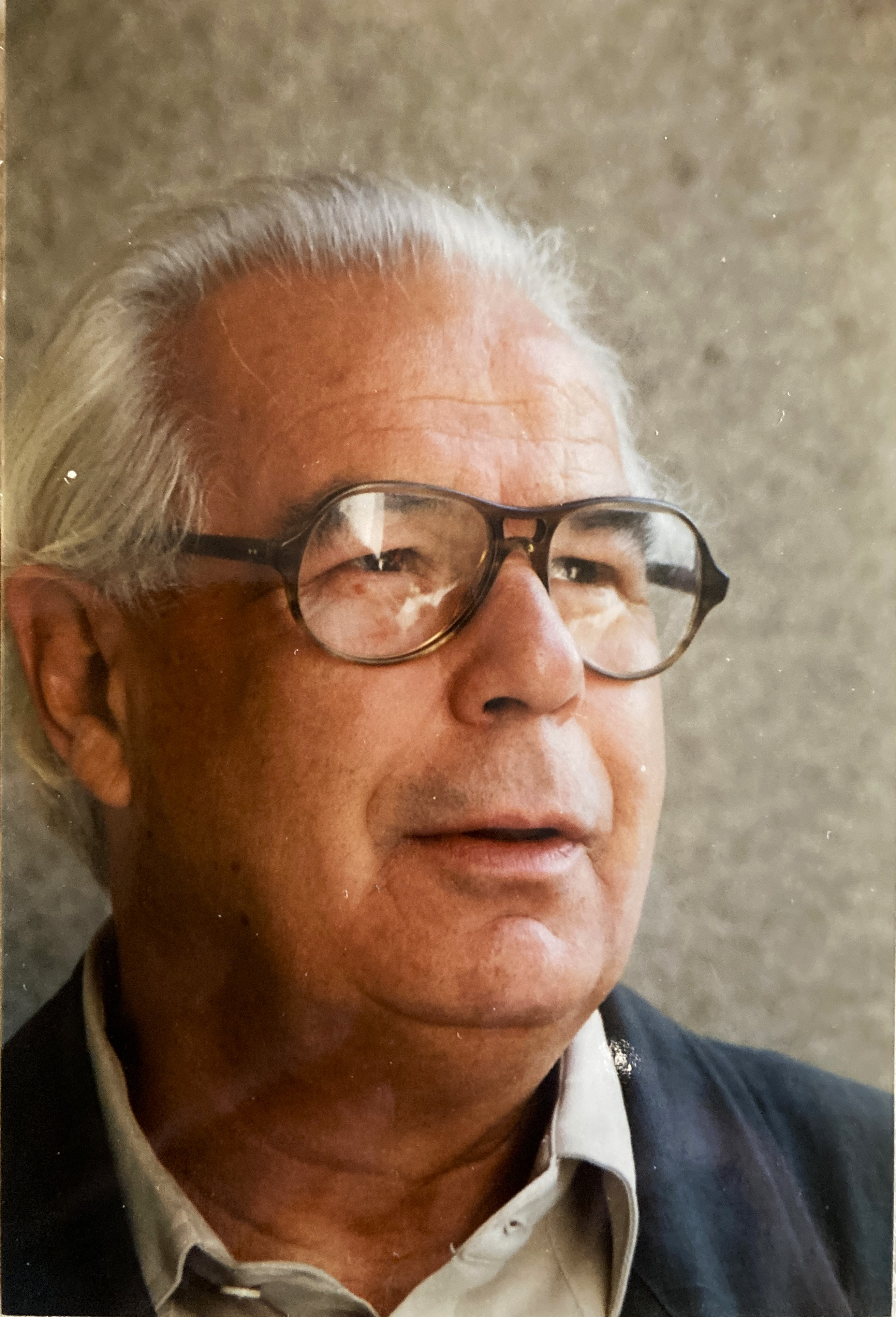
Eberhard Sprink 1989

Eberhard Sprink (* 23. Januar 1922 in Görlitz; † 2. Februar 1997 in Berlin) war ein deutscher Dramaturg und Intendant.

## Leben und Wirken
Sprink wuchs in Görlitz in der Familie des Rechtsanwalts und Notars Eduard Sprink und seiner Frau Irene, geborene Hadank, mit einem älteren Bruder und einer älteren Schwester auf. Nach dem Erwerb der Hochschulreife schrieb er sich an der Universität Breslau in ein Studium der Theater- und Musikwissenschaft ein. Zeitgleich mit dem Staatsexamen erhielt er den Einberufungsbefehl. Seinen Wehrdienst versah er in Norwegen. Nach der Kriegsgefangenschaft leitete er im Raum Hildesheim-Hannover eine kleine Theatertruppe. 1946 in seine Heimatstadt zurückgekehrt, übernahm er die „Bühne der Jugend“, ein Ensemble begabter Nachwuchsspieler, die sich noch in der Ausbildung befanden. 1950 wurde er Leiter des Kulturamtes beim Rat der Stadt Görlitz.
Für die Spielzeit 1953/54 wurde Sprink als Dramaturg der Oper und des Schauspiels an das Staatstheater Dresden verpflichtet; wenig später wurde er Chefdramaturg. Mit besonderem Engagement widmete er sich dem zeitgenössischen Musikschaffen und speziell den Konzerten der weltberühmten Staatskapelle unter dem Dirigenten Franz Konwitschny, der zeitgleich das Leipziger Gewandhausorchester leitete.
Am 1. August 1963 wechselte er als Intendant an das neugegründete Deutsch-Sorbische Volkstheater in Bautzen. Dieses war aus dem Zusammenschluss des Stadttheaters Bautzen und des Sorbischen Volkstheaters als einziges zweisprachiges Berufstheater Deutschlands entstanden. Im Anschluss daran übernahm Sprink 1966 in Berlin die Leitung des Zentralen Bühnennachweises (eine Art zentral gesteuerte Arbeitsvermittlung für Bühnenkünstler), aus dem die Direktion für Theater und Orchester (DTO) im Ministerium für Kultur hervorging. Der DTO oblag die staatliche Leitung und Förderung des gesamten Theater- und Orchesterwesens in der DDR. Das Ende seiner Berufstätigkeit im April 1988 fiel mit der Feststellung seiner Krebserkrankung zusammen, an der er 1997 verstarb.
Aus der 1948 geschlossenen Ehe mit Edith Sprink geb. Cott gingen vier Kinder hervor: Rolf Sprink, Thomas-Michael Sprink, Claus-Dieter Sprink und Dagmar-Irene Lambek, geb. Sprink.

## Autoren- und Herausgeberschaft
Sprink verfasste in seiner Dresdner Zeit zahlreiche Programmtexte für Theater- und Opernaufführungen sowie Beiträge in dem von ihm herausgegebenen Jahrbuch der Dresdner Staatstheater „Gestaltung und Gestalten“. Zusammen mit Jürgen Beythien besorgte er die deutsche Neufassung der Oper „Die Liebe zu den drei Orangen“ von Sergej Prokofjew, die am 16. März 1958 in Dresden Premiere hatte.